# Halla Huhm
Halla Pai Huhm (* 1922 in Fusan, damaliges Japanisches Kaiserreich, heutiges Südkorea; † 29. Januar 1994) war eine südkoreanische Tänzerin und Tanzpädagogin.

## Leben
Halla Huhm zog im Alter von fünf Jahren von der Koreanischen Halbinsel auf die Japanischen Hauptinseln und wuchs dort bei einer Cousine auf, bei der sie traditionellen koreanischen Tanz erlernte. Neben einem Wirtschaftsstudium an der Jitsen Women's University in Tokio studierte sie in Europa klassischen Tanz und Ballett. Bei Ausbruch des Zweiten Weltkrieges kehrte sie auf die Halbinsel zurück. 1949 übersiedelte sie nach Hawaii.
Hier gründete sie 1950 das  Halla Pai Huhm Korean Dance Studio. Daneben begleitete sie für ein Reisebüro Gruppen nach Japan und Südkorea. Diese Reisen nutzte sie, um neue Arten des Tanzes bei verschiedenen Meistern zu studieren: klassischen koreanischen Tanz bei Han Sung-jun, buddhistischen Tanz und Musik bei Pak Song-am, schamanische Rituale und Tanz bei Lee Ji-san, Salp'uri bei Kim Mok-hwa und koreanischen Hoftanz bei Kim Ch'on-hung. 1954 trat sie in der Rolle einer Geisha in dem Stück Teahouse of August Moon des Honolulu Community Theatre auf.
Ab 1959 unterrichtete Halla Huhm Tanz an der University of Hawaii. Von 1983 bis 1988  unterrichtete sie an der koreanischen Chonju-Universität. 1989 gehörte sie mit ihrer Tanzschule zur Kulturdelegation des Bundesstaates Hawaii beim Festival of American Folklife der Smithsonian Institution in Washington.
An den Veranstaltungen zum 90. Jahrestages des Beginns der koreanischen Immigration nach Hawaii beteiligten sich Halla Huhm und ihre Studenten mit einer Retrospektive ihrer bedeutendsten Choreographien. Sie selbst trat mit Noin Ch'um („Tanz des alten Mannes“), einer vom japanischen Maskentanz inspirierten Choreographie aus den 1950er Jahren auf.
1994 wurde die Halla Huhm Foundation zur Förderung des koreanischen Tanzes und der koreanischen Kunst auf Hawaii gegründet. Im Laufe ihres Lebens trug Halla Huhm eine große Anzahl von Photographien, Programmen, Plakaten, Rezensionen und anderen Objekten zum koreanischen Tanz zusammen. Diese wurden am Center for Korean Studies der University of Hawaii erfasst und 1998 in dem Band The Halla Huhm Dance Collection:  An Inventory and Finding Aid aufgearbeitet.